# 吐露
| ウィキペディアには「吐露」という見出しの百科事典記事はありません（タイトルに「吐露」を含むページの一覧/「吐露」で始まるページの一覧）。 代わりにウィクショナリーのページ「吐露」が役に立つかもしれません。 |